# 島袋涼平
島袋 涼平（しまぶくろ りょうへい、1989年9月1日 - ）は、大阪府大阪市出身の元プロ野球選手（外野手）。

## 来歴・人物
日本人の父とアルゼンチン出身の母を持つ。小学6年生の時に大阪東リトルリーグで野球を始めるが、練習は父との個人レッスンが中心で、競技歴は浅かった。
2005年、おかやま山陽高等学校で捕手を目指していたが、野球部監督が暴行の不祥事で解任されたことをきっかけに1年生の途中で退部し、高校も中退した。
2006年7月、16歳でMLBのアトランタ・ブレーブスとマイナー契約。日本人選手としては史上最年少でのメジャー球団との契約となった。
2007年は、傘下ルーキー級ガルフ・コーストリーグのGCLブレーブスで34試合に出場し、打率.198、3本塁打、8打点という成績だった。
2008年もGCLブレーブスに配属。43試合に出場し、打率.253、1本塁打、19打点という成績だった。
2009年は、傘下ルーキー級ダンビル・ブレーブスに所属。2試合のみの出場で、6打数2安打、打率.333、0本塁打、0打点という成績だった。
2010年2月にブレーブスを自由契約となった。退団後は日本に帰国し、四国・九州アイランドリーグの香川オリーブガイナーズに練習生として所属。同年のベースボール・チャレンジ・リーグのドラフトで、富山サンダーバーズから指名を受け入団した。
2011年は、打率.313、4本塁打、35打点の成績を残し、指名打者でのベストナインに選出された。
2013年11月2日、石川ミリオンスターズへの移籍が発表された。
2014年はリーグ最多となる97安打を打ち、打率.367の好成績を残した。指名打者で2度目のベストナインに選出されている。
2015年より、捕手へ転向。5月1日に怪我を理由に練習生契約となった。シーズン終了後の12月4日、信濃グランセローズへ移籍することが発表された。
2016年シーズンは3度目となる指名打者でのベストナインに選出された。しかし、シーズン終了後、信濃を退団した（任意引退）。
2017年5月2日、リーガ・メヒカーナ・デ・ベイスボルのレオン・ブラボーズと契約した。同球団初の日本人選手であった。3試合に出場して12打数3安打、5打点、打率.250と一定の結果を残していたが、5月6日に自由契約となった。
2023年1月15日、マイアミ・マーリンズとマイナー契約を結んだ、日本とボリビアの二重国籍の高橋浩の、ドミニカ共和国での練習時の代理人兼コーチを務めた。

## 詳細情報

### 年度別打撃成績
| 年 度     | 球 団     | 試 合 | 打 数 | 得 点 | 安 打 | 二 塁 打 | 三 塁 打 | 本 塁 打 | 塁 打 | 打 点 | 盗 塁 | 犠 打 | 犠 飛 | 四 球 | 死 球 | 三 振 | 併 殺 打 | 打 率 | 出 塁 率 | 長 打 率 | O P S |
| --------- | --------- | ----- | ----- | ----- | ----- | -------- | -------- | -------- | ----- | ----- | ----- | ----- | ----- | ----- | ----- | ----- | -------- | ----- | -------- | -------- | ----- |
| 2011      | 富山      | 71    | 252   | 18    | 79    | 12       | 0        | 4        | 103   | 35    | 1     | 1     | 4     | 17    | 4     | 34    | 9        | .313  | .361     | .409     | .770  |
| 2012      | 富山      | 70    | 259   | 33    | 69    | 14       | 0        | 5        | 98    | 44    | 3     | 1     | 2     | 31    | 9     | 28    | 9        | .266  | .362     | .378     | .740  |
| 2013      | 富山      | 55    | 168   | 19    | 49    | 13       | 3        | 2        | 74    | 37    | 2     | 1     | 2     | 25    | 1     | 15    | 7        | .292  | .383     | .440     | .823  |
| 2014      | 石川      | 72    | 264   | 41    | 97    | 20       | 1        | 10       | 149   | 73    | 0     | 0     | 4     | 34    | 4     | 22    | 8        | .367  | .441     | .564     | 1.005 |
| 2015      | 石川      | 3     | 9     | 0     | 1     | 0        | 0        | 0        | 1     | 0     | 0     | 0     | 0     | 0     | 0     | 0     | 0        | .111  | .111     | .111     | .222  |
| 2016      | 信濃      | 71    | 273   | 29    | 93    | 7        | 1        | 5        | 117   | 52    | 1     | 0     | 3     | 26    | 6     | 17    | 10       | .341  | .406     | .429     | .835  |
| 通算：6年 | 通算：6年 | 342   | 1225  | 140   | 388   | 66       | 5        | 26       | 542   | 241   | 7     | 3     | 15    | 133   | 24    | 116   | 43       | .317  | .390     | .442     | .832  |

- 各年度の太字はリーグ最高

### 背番号
- 19 （2011年 - 2015年）
- 80 （2016年）